# فلاديمير أروتينيان
فلاديمير أروتينيان ولد في 12 مارس 1978 في تبليسي، من المغتربين الأرمن، متهم بمحاولة اغتيال الرئيس الأمريكي جورج بوش، وحدث ذلك خلال زيارته إلى جورجيا في 10 مايو 2005، حيث ألقى أروتينيان قنبلة يدوية باتجاه بوش والرئيس الجورجي ميخائيل ساكاشفيلي.

## حادثة القنبلة اليدوية
في 10 مايو 2005 بينما كان بوش يلقي كلمة في ساحة الحرية في العاصمة الجورجية، إذ ألقيت قنبلة يدوية من قبل فلاديمير إروتينيان في اتجاه المنصة حيث كان الرئيس الجورجي ميخائيل ساكاشفيلي جالساً، لكنها هبطت على بعد 65 قدماً من المنصة، ولم تنفجر.
وفي 18 يوليو 2005 أصدر وزير الداخلية الجورجي فانو ميرابيشفيلي صور المشتبه مجهول الهوية، وأعلن مكافأة قدرها 150000 لاري (83000 دولار) لأية معلومات تؤدي إلى تحديد هوية المشتبه به.
ألقت الشرطة القبض عليه بعد تبادل لإطلاق النار في 20 يوليو 2005، وخلال الاشتباك قتل اروتينيان وكيل وزارة الداخلية الجورجي. ثم لاذ بالفرار إلى الغابات في قرية على مشارف تبليسي. بعد أن اصيب في ساقه، القي القبض عليه من قبل جنود القوات الخاصة.
واكد ارتوميان خلال التحقيق قيامه بجريمته واعرابه عن عدم ندمه على ذلك واستعداده لاعادة تكرار المحاولة في المستقبل لاغتيال الرئيس بوش في حالة تمكنه من ذلك.

## اروتينيان يخيط فمه
في ديسمبر 2005 ظهر فلاديمير ارتوميان خلال جلسة المحكمة في تبليسي وهو مخيط فمه احتجاجا منه على التقرير الطبي بحقه وللمطالبة باعادة ممتلكاته الشخصية التي صادرتها أجهزة الأمن. حكمت محكمة جورجية بالسجن مدى الحياة عليه وادانت المحكمة فلاديمير اروتينيان بمجموعة من التهم التي تشمل الإرهاب، وقتل شرطي ومحاولة الاغتيال.